# Wisconsin Death Trip
Wisconsin Death Trip — дебютний студійний альбом американського індастріал-метал гурту Static-X, що вийшов 23 березня 1999 року.

## Опис
Альбом спродюсував Ульріх Вайлд за вісім тижнів з бюджетом 50 000 доларів. Спочатку гурт хотів, щоб продюсером виступив Террі Дейт, але музиканти не могли собі цього дозволити, тому зупинили свій вибір на його помічнику Вайлду. Гурт хотів мати дуже "машинне" звучання барабанів, але без використання драм-машини: натомість вони побудували власну тригерну систему зі шматків фанери і п'єзомікрофонів, щоб записати барабани, малий і бочку в Opcode Vision. Тарілки були записані окремо зверху. Семпли були запрограмовані Статіком в Alesis HR-16, а синтезаторні лінії були створені Фукудою за допомогою Roland MC-303.
Платівка містить пісню, написану вокалістом Вейном Статіком і барабанщиком Кеном Джеєм з колишнього гурту Deep Blue Dream, під назвою «December». У вступі до «Sweat of the Bud» використано сцену аварійної посадки з фільму «Планета мавп» 1968 року. Вступ до «Stem» було взято з експериментального фільму жахів 1990 року «Народжений». Зразок діалогу актриси Ліннеї Квіглі з фільму «Sorority Babes in the Slimeball Bowl-O-Rama» з'являється в аутро пісні «I'm with Stupid».
Назву альбому гурт взяв з однойменної книги Майкла Лесі 1973 року під час перебування в квартирі сестри Статіка, Лізи, під час туру, коли вони побачили книгу на її столі. Спочатку гурт, який на той час називався Static, що, на думку менеджменту, було занадто поширеним, щоб бути зареєстрованим, хотів використати цю назву як назву гурту, але лейбл вирішив, що вона занадто довга.
Книга, яка захопила уяву гурту і надихнула на назву альбому, містить колекцію фотографій, що відображають померлих людей, які раніше проживали в регіоні Блек-Рівер-Фоллс наприкінці 19-го століття.
|                | [Це] насправді назва книги, яку ми вкрали. Її не видавали вже близько 20 років. Це історична книга про життя цього маленького містечка у Вісконсині з 1890 по 1900 роки. Вона розповідає про все, що відбувалося, але основна увага зосереджена на тому, як люди помирали і як вони помирали. Там є фотографії мертвих людей, а також матеріали про стихійні лиха, пожежі і таке інше. |
| — Вейн Статік, | |

## Список композицій
Автор музики і слів Static-X. 
| #     | Назва                      | Тривалість |
| ----- | -------------------------- | ---------- |
| 1.    | «Push It»                  | 2:34       |
| 2.    | «I'm with Stupid»          | 3:24       |
| 3.    | «Bled for Days»            | 3:45       |
| 4.    | «Love Dump»                | 4:19       |
| 5.    | «I Am»                     | 2:47       |
| 6.    | «Otsegolation»             | 3:32       |
| 7.    | «Stem»                     | 2:54       |
| 8.    | «Sweat of the Bud»         | 3:30       |
| 9.    | «Fix»                      | 2:49       |
| 10.   | «Wisconsin Death Trip»     | 3:09       |
| 11.   | «The Trance Is the Motion» | 4:50       |
| 12.   | «December»                 | 6:17       |
| 43:55 |                            |            |

| Японська версія | Японська версія | Японська версія |
| #               | Назва           | Тривалість      |
| --------------- | --------------- | --------------- |
| 13.             | «Down»          | 3:15            |

## Склад
Static-X
- Вейн Статік — головний вокал, ритм-гітара, програмування
- Кен Джей — ударні
- Коічі Фукуда — соло-гітара, клавішні, програмування
- Тоні Кампос — бас, бек-вокал

Виробництво
- Ульріх Вайлд — виробництво, інженерія, зведення
- Майкл Баскетт — асистент звукозапису
- Джефф Робінсон — асистент зведення
- Том Бейкер — мастеринг на Future Disc